# 유라시아피그미뒤쥐
유라시아피그미뒤쥐 또는 허항령첨서(Sorex minutus)는 땃쥐과에 속하는 포유류의 일종이다. 북구 유라시아에 널리 분포한다. 아일랜드섬에 살고 있는 유일한 뒤쥐류 종이다.